# 누벨 바그 (2025년 영화)
"누벨 바그"(프랑스어: Nouvelle Vague)는 2025년 개봉 예정인 프랑스의 드라마 영화이다. 리처드 링클레이터가 감독과 공동각본을 맡았다. 제78회(2025년) 칸 영화제 황금종려상 경쟁후보작이다.